# チャルヴァク湖

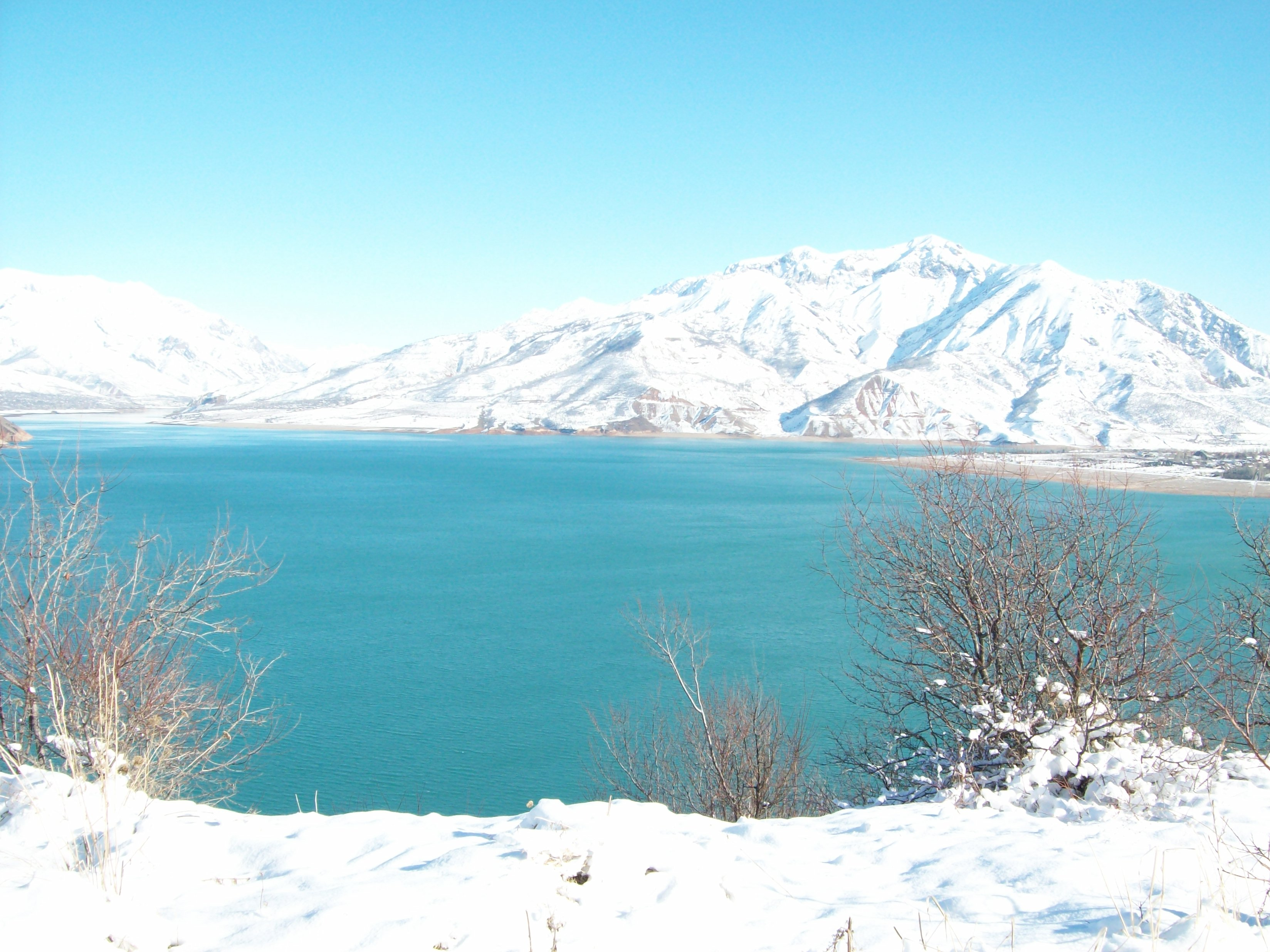
冬のチャルヴァク湖

チャルヴァク湖 (英語: Charvak Lake、ウズベク語: Chorboq suv ombori / Чорбоқ сув омбори、ロシア語: Чарвакское водохранилище＝チャルヴァク貯水池) は、ウズベキスタンのタシュケント州北東部にある人造湖である。チャルヴァク湖はチルチク川に全高168mのチャルヴァク水力発電所を建設したことで出来上がった。チャルヴァク湖の貯水許容量は2km3である。
チャルヴァク湖は北からプスケム川（Pskem）、東からコクス川（Ko'ksu）、南東からチャトカル川（Chatkal）の3つの支流がチルチク川に合流する地点にあり、3つの支流には湖面に近い地点に橋も架けられているので、車で一周することもできる。 
チャルヴァク湖はタシュケント州において人気のある観光地であり、夏季にはウズベキスタンや中央アジアの周辺国から何千人もの観光客がウォータースポーツを楽しむためチャルヴァク湖を訪れる。チャルヴァク湖の湖岸にあるユスフハナ、ブリチュムラ、ナナイ、シジャクといった村やその周辺地域には夏季はウォータースポーツに、冬季は近くの大チムガンにスキーなどのウィンタースポーツのため訪れる観光客用に多くのホテルやダーチャ、家屋が建設されている。ユスフハナ (ウズベク語: Юсуфхона、ロシア語: Юсуфхана)はパラグライダーなどのレクリエーションも人気であり、初心者からプロ選手まで幅広い層に対応した設備を提供している。